# Mihaela Drozd

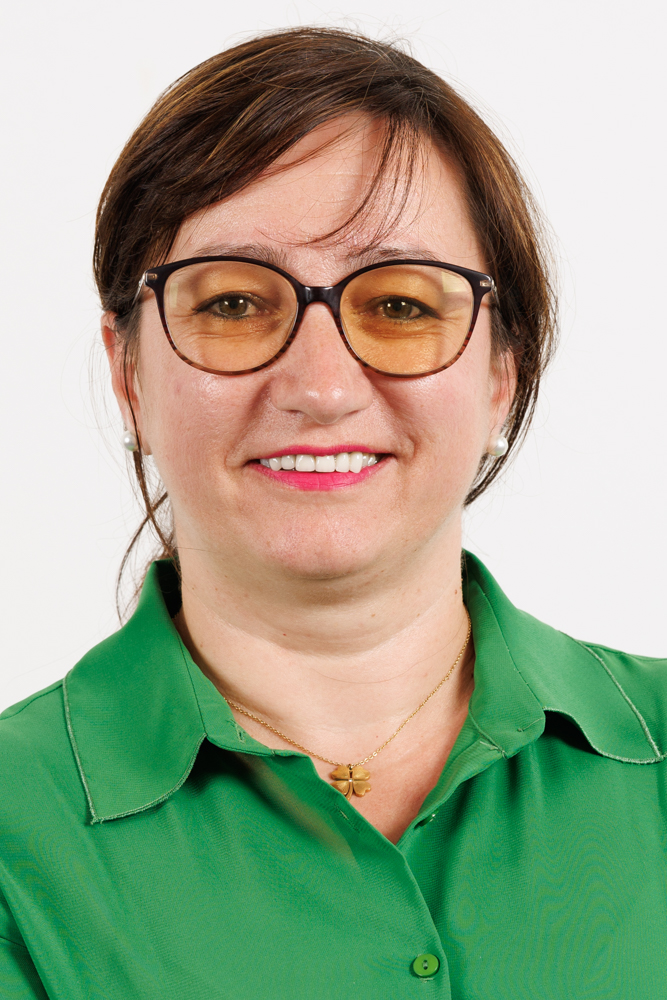
Mihaela Drozd

Mihaela Drozd (Maramureș (Roemenië), 28 mei 1984) is een Belgisch politica voor de marxistische partij PVDA-PTB.

## Biografie
Drozd is afkomstig uit Roemenië en ging in 2011 als technisch schoonmaker aan de slag in een rusthuis. Ze werd eveneens vakbondsafgevaardigde in de zorgsector, voor de socialistische vakbond FGTB.
Voor de partij PVDA-PTB werd Drozd bij de Brusselse gewestverkiezingen van juni 2024 verkozen in het Brussels Hoofdstedelijk Parlement.